# Prentice
Prentice és una població dels Estats Units a l'estat de Wisconsin. Segons el cens del 2000 tenia 626 habitants.

## Demografia
Segons el cens del 2000, Prentice tenia 626 habitants, 285 habitatges, i 167 famílies. La densitat de població era de 120,8 habitants per km².
Dels 285 habitatges en un 29,8% hi vivien nens de menys de 18 anys, en un 45,6% hi vivien parelles casades, en un 8,8% dones solteres, i en un 41,4% no eren unitats familiars. En el 35,8% dels habitatges hi vivien persones soles el 19,3% de les quals corresponia a persones de 65 anys o més que vivien soles. El nombre mitjà de persones vivint en cada habitatge era de 2,2 i el nombre mitjà de persones que vivien en cada família era de 2,91.
Per edats la població es repartia de la següent manera: un 25,2% tenia menys de 18 anys, un 6,2% entre 18 i 24, un 27,3% entre 25 i 44, un 23,6% de 45 a 60 i un 17,6% 65 anys o més.
L'edat mediana era de 39 anys. Per cada 100 dones de 18 o més anys hi havia 85,7 homes.
La renda mediana per habitatge era de 26.563 $ i la renda mediana per família de 46.406 $. Els homes tenien una renda mediana de 31.944 $ mentre que les dones 23.750 $. La renda per capita de la població era de 16.216 $. Aproximadament el 13,5% de les famílies i el 16,4% de la població estaven per davall del llindar de pobresa.

## Poblacions més properes
El següent diagrama mostra les poblacions més properes.